# Ян Каєтан Ілінський
Ян Каєтан Бенедикт Ілінський гербу Лис (польське Jan Kajetan Benedykt Iliński; (17 серпня 1766, Романів — 1844) — польський державний діяч, житомирський староста (1753-1794), войський київський (з 1753), представник Київського воєводства на Конвокаційному та Коронаційному сеймах 1764 року.

## Біографія
Шляхтич гербу Лис, представник роду Ілінських. Син Казимира Ілінського, полковника військ Коронних, та Анни Ілінської (Сущевич).
Володар маєтку Романів на Волині. У 1761 році заснував Семінарійський костел Святого Йоана з Дуклі у Житомирі .
В 1764 році брав участь в обранні Станіслава Августа Понятовского на трон Речі Посполитої.
В 1779 році йому було подаровано титул спадкового графа.

## Сім'я
Був тричі одруженим — перший раз на Юзефі Маріанні Вессель (Josefa Marianna Wessel), другий — на Катаржині Бєльській (Katarzina Bielska) і втретє — на Анні Якобе (Жакобе) Браконьє (Anna Jacoba Braconnier) (? — 1813). Від першого шлюбу у нього було четверо синів — Альбін (Albin) (помер молодим), Іполит, Януш Станіслав (Janusz Stanislaw) (1765—1792), генерал-інспектор кавалерії, також загинув молодим в битві при Маркушові та Август (Josef August) (1766—1844), таємний радник, імперський сенатор (після нього ця лінія Ілінських отримала приставку — "сенаторська" ), дійсний камергер Російської імперії та генерал, що отримав у спадок все багатство сім'ї. Крім того, у цьому шлюбі мав також двох дочок — Людвіку і Анну Марію. 
У другому шлюбі дітей не мав. У третьому — лише одну дочку Аполонію.